# Соснюк Віктор Володимирович
Соснюк Віктор Володимирович — полковник (посмертно) Збройних сил України.

## Життєпис
Народився 6 червня 1973 року в сім'ї військовослужбовців у селищі Десна Козелецького району Чернігівської області. До першого класу пішов у Деснянську середню школу, через кілька місяців родина переїхала за новим місцем служби батька у Центральну групу військ м. Млада Болеслав Чехословаччина, і хлопчик навчався в школі для дітей військовослужбовців, яку закінчив у 1990 році. В цьому ж році родина повернулася в Україну і Віктор вступив на навчання до Київського вищого військового інституту управління та зв'язку[джерело?].
У 1995 році успішно закінчив навчання й розпочав професійну військову службу. Віктора Соснюка призначили командиром взводу окремого батальйону зв`язку 169-го окружного навчального центру. А через три місяці вже був командиром роти зв'язку. У 1999 році у звані старшого лейтенанта призначили начальником штабу батальйону зв'язку. А невдовзі очолив відділення зв'язку 300-го танкового полку. Згодом професійного військовослужбовця призначили начальником зв`язку  штабу управління 169-го навчального центру. Саме з цієї посади в січні 2015 року Віктор відбув у зону АТО [джерело?].
З 21 січня 2015 року, виконував завдання в зоні АТО на посаді начальника зв'язку тактичної групи. Він і його підлеглі постійно забезпечували зв'язком свої підрозділи. Брав участь і в інших операціях, не пов'язаних з професійним обов'язком. Очолював групу по знешкодженню бойовиків. 17 лютого 2015 року близько 17:30 група військовослужбовців ротної тактичної групи військової частини А0665 за командою з штабу сектору "С" убула для відбиття атаки незаконних збройних формувань зі сторони дороги від міської лікарні міста Дебальцево. В результаті вогневого контакту військовослужбовців з незаконним збройними формуваннями Віктор був смертельно поранений. Загинув 17 лютого 2015 року у місті Дебальцеве, Донецької області [джерело?].
Похований у селі Лутава Козелецького району Чернігівської області.
Без батька залишилося троє дітей, старший син, який продовжив татову професійну дорогу, донечка і менший синок.

## Нагороди
- Указом Президента України № 270/2015 від 15 травня 2015 року, за особисту мужність і високий професіоналізм, виявлені у захисті державного суверенітету та територіальної цілісності України, вірність військовій присязі, нагороджений орденом Богдана Хмельницького III ступеня (посмертно)[джерело?]
- Нагороджений відомчими відзнаками:«15 років Збройним Силам України», «За сумлінну службу» І ступеня [джерело?]
- Присвоєне звання полковника Збройних сил України (посмертно)[джерело?]
- У пам'ять про Віктора Соснюка в жовтні 2015 року на будинку, де він мешкав у селищі Десна Козелецького району, установлена меморіальна дошка[джерело?]